# علي أكبر محتشمي
علي أكبر محتشميبور أو محتشمي (بالفارسية: علی‌اکبر محتشمی) (1947 - 7 يونيو 2021) رجل دين شيعي كان نشطا في الثورة الإسلامية الإيرانية عام 1979 وأصبح لاحقا وزير داخلية جمهورية إيران الإسلامية. هو مؤسس لحزب الله في لبنان وواحدا من «العناصر الراديكالية... التي تدعو إلى تصدير الثورة» في التسلسل الهرمي الإيراني.
في محاولة اغتيال تستهدف محتشمي فقد يده اليمنى عندما كان يفتح كتاب محمل بالمتفجرات.

## السيرة الذاتية
درس محتشمي في مدينة النجف العراقية المقدسة حيث أمضى وقتا طويلا مع معلمه آية الله الخميني. كما رافق الخميني في فترة المنفى في كل من العراق وفرنسا. شارك في تأسيس جماعة مسلحة في السبعينات مع محمد منتظري ابن آية الله حسين علي المنتظري في لبنان وسوريا بهدف مساعدة حركات التحرير في البلدان الإسلامية.
بعد الثورة شغل منصب السفير الإيراني في سوريا من 1982 إلى 1986. أصبح لاحقا وزير الداخلية الإيراني. يعتقد أنه كونه سفيرا في سوريا فقد لعب «دورا محوريا» في تشكيل حزب الله الشيعي اللبناني الذي يعمل «في إطار إدارة حركات التحرير الإسلامي التي يديرها حرس الثورة الإسلامية الإيراني». «أشرف بنشاط على» تشكيل حزب الله ودمجه في الحركات الشيعية الراديكالية القائمة: حزب الدعوة الإسلامية في لبنان وجمعية الطلبة المسلمين وأمل الإسلامية. في عام 1986 بعد الإشراف الدقيق على حزب الله بفترة قصيرة أعيد مكتب التحرير الإسلامي إلى وزارة الخارجية الإيرانية. وصف أيضا بأنه تحرر من استخدام الحقيبة الدبلوماسية كسفير وجلب صناديق المواد من إيران. ظل من بين الأشخاص المتشددين حتى عندما اختير لمنصب الوزير في حكومة مير حسين موسوي.
في عام 1989 قام الرئيس الإيراني الجديد أكبر هاشمي رفسنجاني بإطاحة محتشمي من مكتب لبنان بوزارة الخارجية الإيرانية ليحل محله شقيق رفسنجاني محمود هاشمي. اعتبر هذا مؤشرا على انخفاض مستوى دعم إيران لحزب الله وللسياسة الخارجية الثورية بشكل عام.
في أغسطس 1991 استعاد بعض نفوذه عندما أصبح رئيسا للجنة الدفاع في مجلس الشورى الإسلامي في إيران.
الأكثر إثارة للجدل يعتقد محتشمي:
كان له دور فعال في مقتل المقدم الأمريكي ويليام ر. هيغينز رئيس هيئة الأمم المتحدة لمراقبة الهدنة في لبنان الذي احتجز في 17 فبراير 1988 من قبل المتطرفين الشيعة الموالين لإيران. يذكر أن مقتل هيغينز جاء «من أوامر أصدرها المتطرفون الإيرانيون لا سيما محتشمي» في محاولة لمنع «تحسن العلاقات الأميركية الإيرانية».
في حين كان محتشمي منافسا قويا للنفوذ الغربي في العالم الإسلامي ووجود دولة إسرائيل فقد كان أيضا مؤيد ومستشار الرئيس الإصلاحي الإيراني محمد خاتمي الذي اشتهر بالدفاع عن حرية التعبير والحقوق المدنية. كان محتشمي في الأخبار الغربية مرة أخرى في عام 2000 ليس متطرف متشدد ولكن لرفضه المثول أمام المحكمة في إيران بعد حظر صحيفة بيان المؤيدة للإصلاح.
كان بهزاد نبوي وعلي أكبر محتشمي من بين الذين منعهم مجلس صيانة الدستور من المشاركة في انتخابات المجلس.

### محالة الاغتيال
في عام 1984 بعد تفجيرات بيروت تلقى محتشمي قطعة تحتوي على كتاب عن الأماكن المقدسة الشيعية عندما كان يعمل سفيرا إيرانيا في دمشق. عندما فتح العبوة انفجرت فتفجرت يده وأصابته بجروح خطيرة. توجه محتشمي إلى أوروبا ونجا من الانفجار لمواصلة عمله. لا يعرف هوية مرتكبي الهجوم.